# Dolac (Bijelo Polje)
Pour les articles homonymes, voir Dolac.
Dolac (en serbe cyrillique: Долац) est un village du nord-est du Monténégro, dans la municipalité de Bijelo Polje.

## Démographie

### Évolution historique de la population[1]
| 1948 | 1953 | 1961 | 1971 | 1981 | 1991 | 2003 |
| ---- | ---- | ---- | ---- | ---- | ---- | ---- |
| 178  | 195  | 204  | 208  | 172  | 110  | 98   |